# IC 2827
IC 2827 је појединачна звијезда у сазвјежђу Лав која се налази на листи објеката дубоког неба у Индекс каталогу.
Деклинација објекта је + 11° 30' 52" а ректасцензија 11h 27m 9,8s.